# Cicindela nigrocoerulea
Cicindela nigrocoerulea este o specie de insecte coleoptere descrisă de Leconte în anul 1848. Cicindela nigrocoerulea face parte din genul Cicindela, familia Carabidae.

## Subspecii
Această specie cuprinde următoarele subspecii:
- C. n. bowditchi
- C. n. nigrocoerulea
- C. n. subtropica